# Мовчан, Анатолий Петрович
Анатолий Петрович Мовчан (родился 24 мая 1928 года, умер 24 декабря 1998 года) — российский, советский правовед и дипломат.
В 1949 году окончил МЮИ. Кандидат (1952), доктор (1974) юридических наук. 1952—1957 гг. — доцент МГУ; 1957—1967, 1972—1974 гг. — сотрудник договорно-правового отдела МИД СССР; 1967—1972 гг. — директор отдела кодификации международного права Секретариата ООН; с 1974 г. работал в Институте государства и права. В 1977—1988 гг. член Комитета ООН по правам человека.

Похоронен на Переделкинском кладбище.